# Afsluitdijk

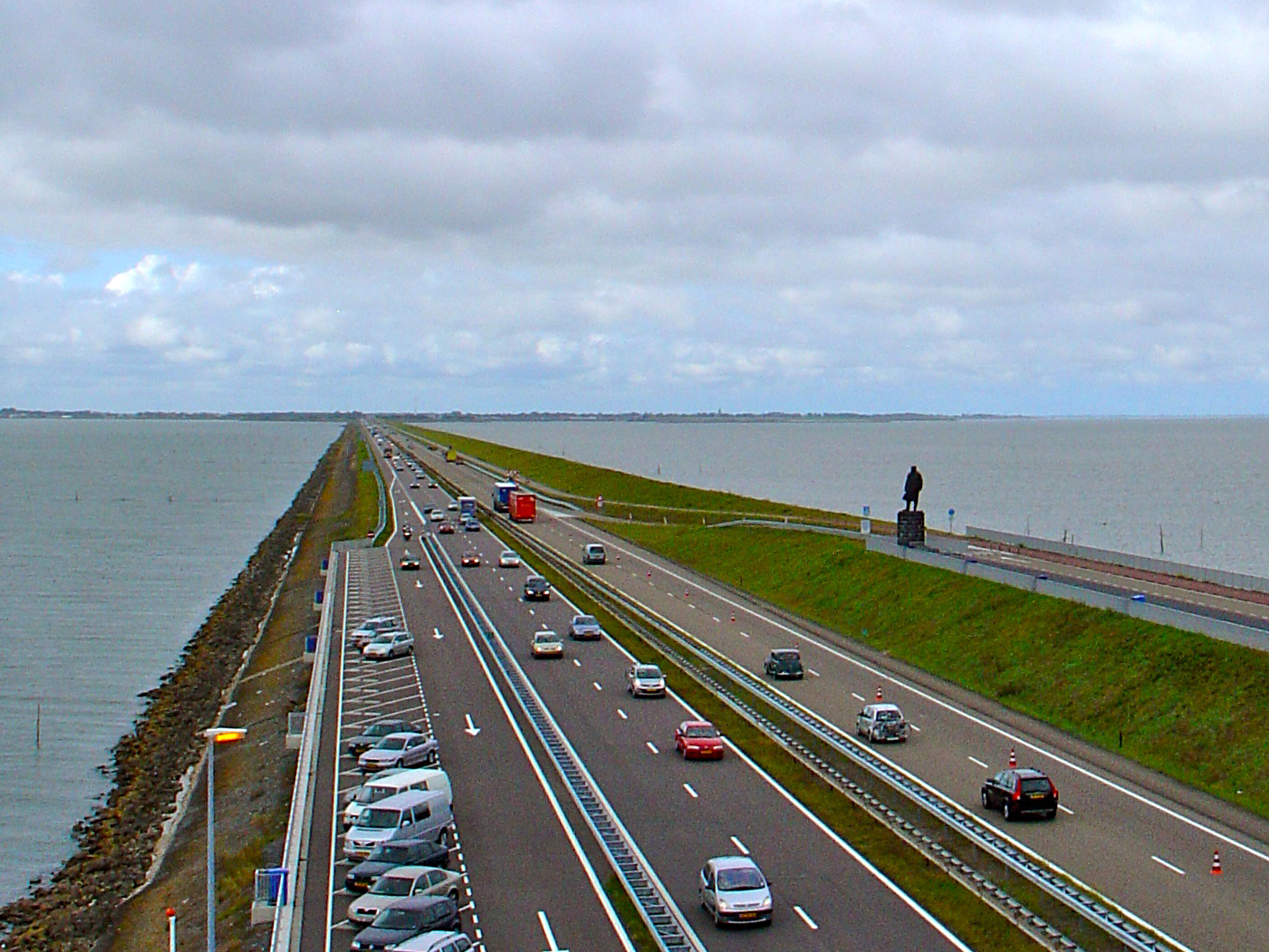
Afsluitdijk – nalevo IJsselmeer, napravo Severní moře se sochou Cornelise Lelyho

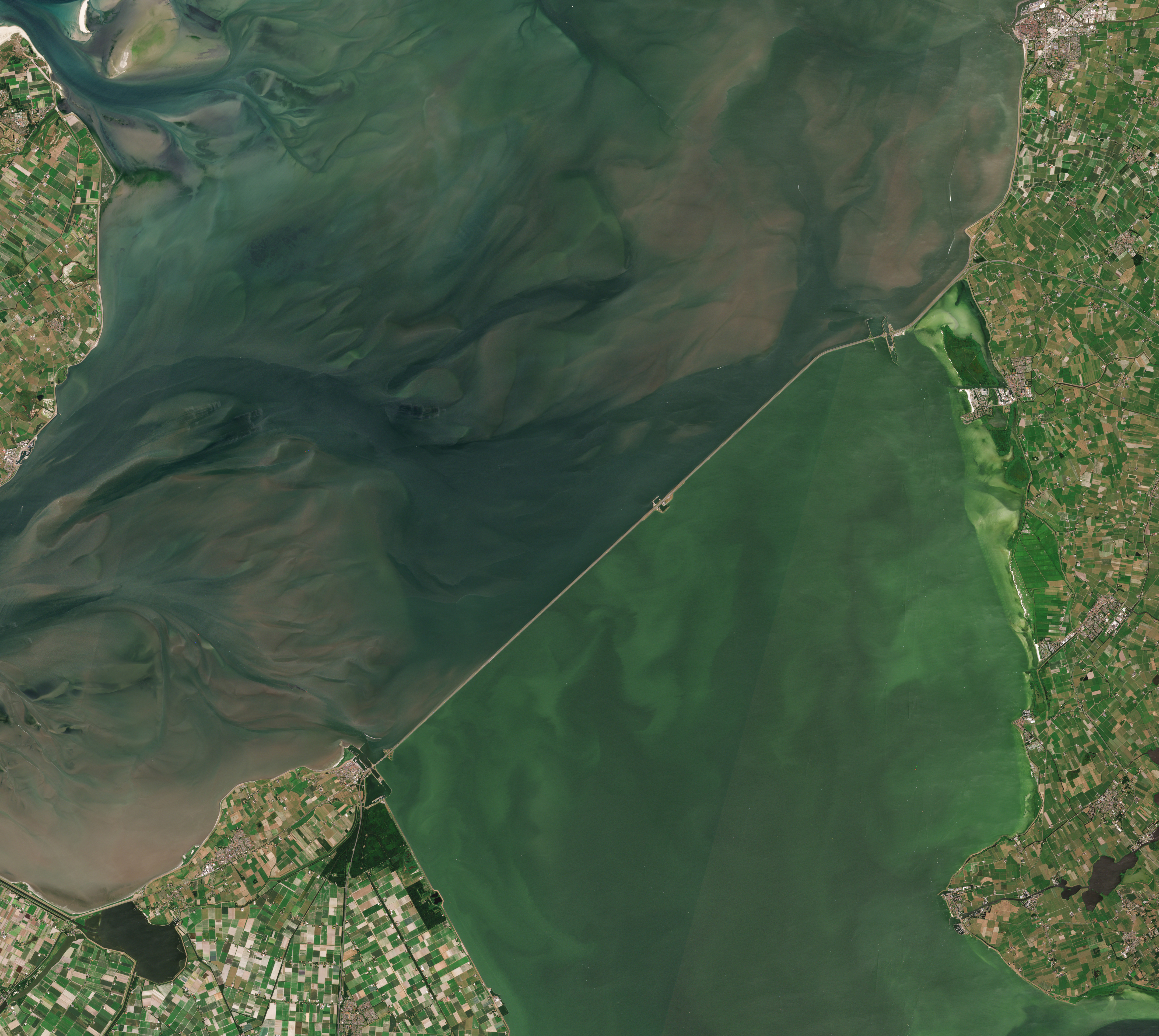
Satelitní pohled na Afsluitdijk

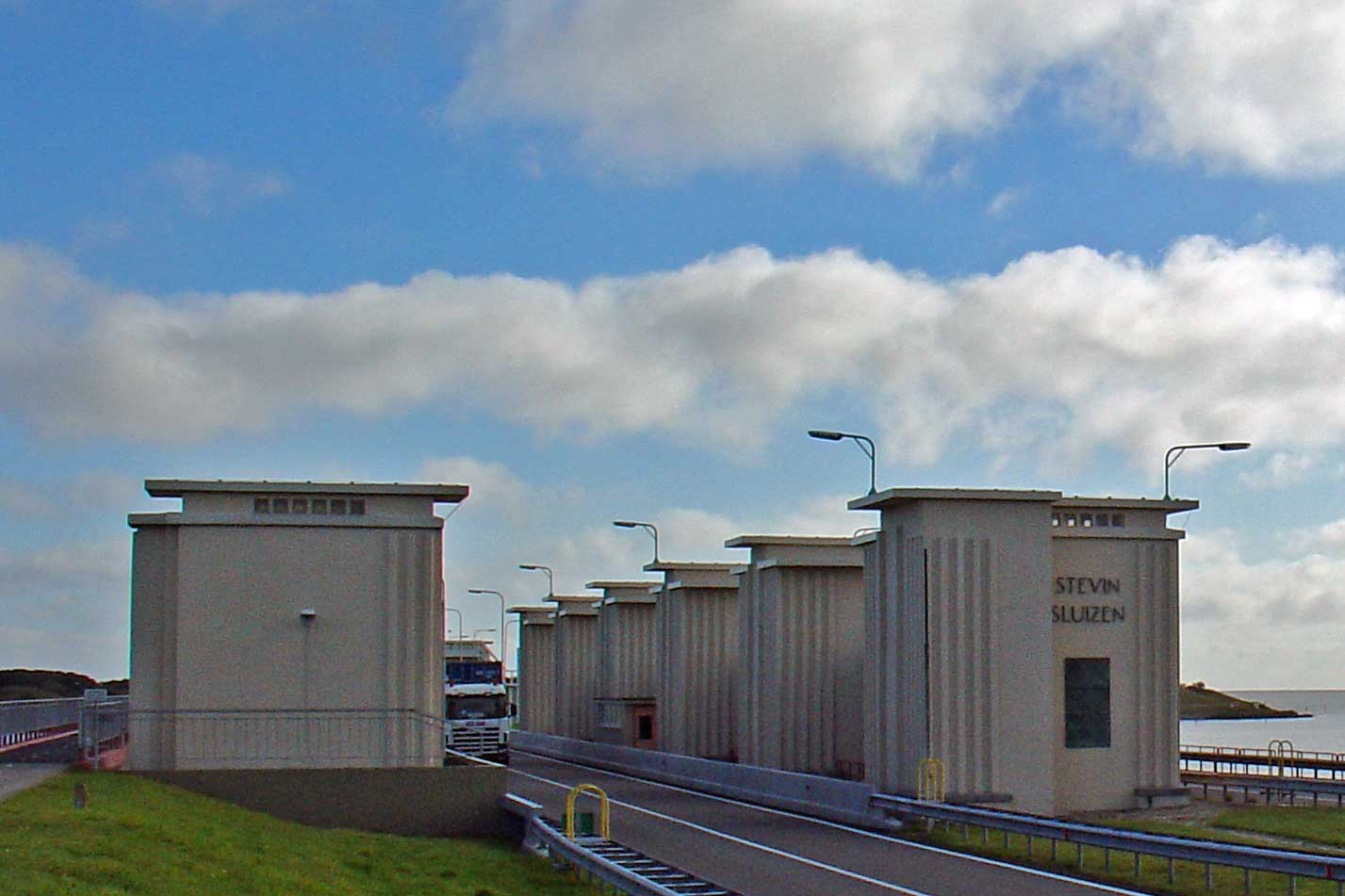
Propust k regulaci průtoku vody u Den Oever

Afsluitdijk [ˈɑfslœydɛik]IPA je důležitá uzavírací hráz v Nizozemsku, která rozděluje bývalý záliv Zuiderzee na dvě části: Waddenzee a uměle vytvořené jezero IJsselmeer, do kterého ústí řeka IJssel. Tato hráz spojující provincii Severní Holandsko s provincií Frísko byla vybudována v letech 1927 až 1933. Je 32 km dlouhá, v některých místech až 90 m široká a průměrně 7 m vysoká. V roce 1934 byla otevřena spojovací silnice mezi městem Den Oever v Severním Holandsku a vesnicí Zurich ve Frísku.

## Historie
V roce 1886 vznikl projekt Zuiderzeewerken, jejímž hlavní projektantem byl vodohospodářský inženýr Cornelis Lely, který měl za úkol zjistit možnost vysušení některých přímořských oblastí. V roce 1891 vznikl první plán uzavření a zapolderování zálivu Zuiderzee (Jižní moře) a v roce 1916 bylo zapolderování odsouhlaseno nizozemským parlamentem.

## Současnost
Afsluitdijk má dva vodohospodářské komplexy sloužící k regulaci průtoku mořské vody do přímořských oblastí za hrází – propustí u Den Oever a Kornwerderzand. V roce 1998 se zjistilo, že kapacita těchto propustí je nedostatečná a v roce 2001 se začal projektovat třetí komplex, protože to je nutné vzhledem ke stoupající hladině Severního moře, snižování půdního povrchu a mnohem více vody v řece IJssel.

## Umělecká díla

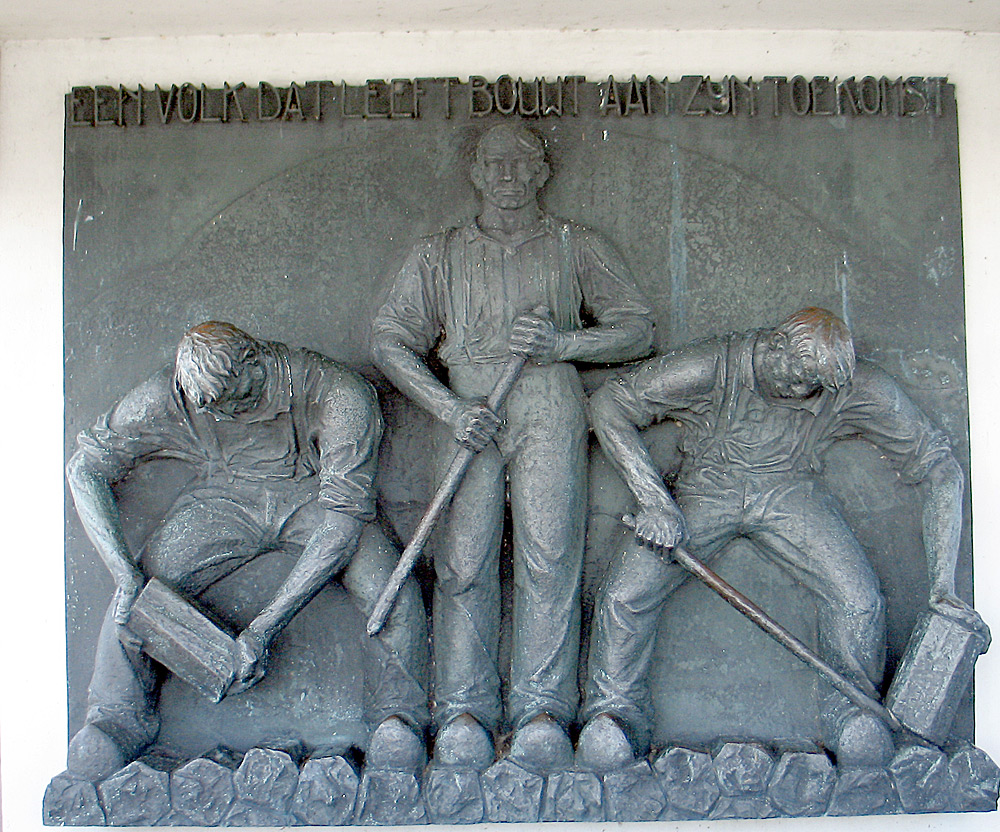
„Tři kameníci“ od Hildo Krop
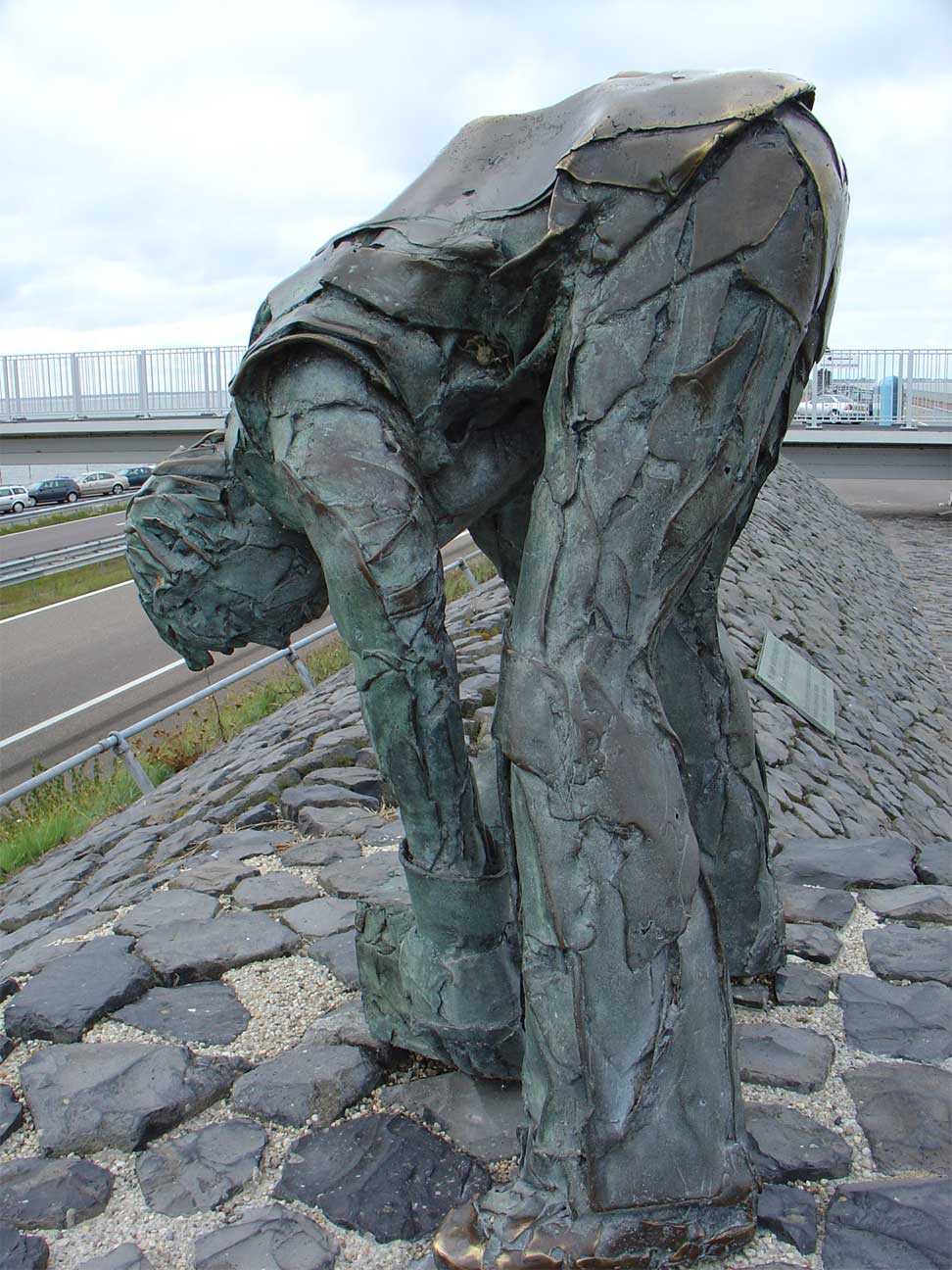
„Kameník“ od Ineke van Dijk
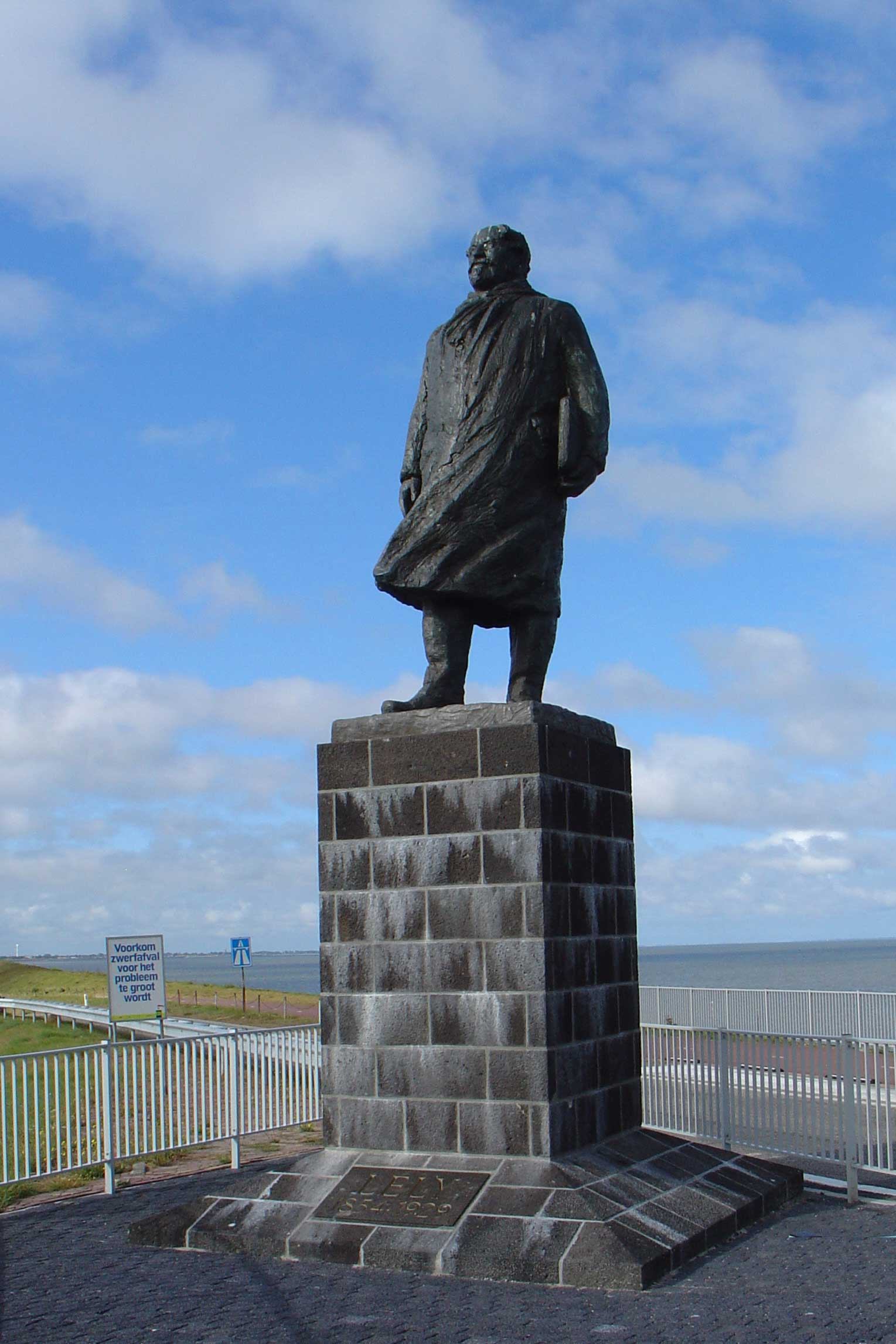
„Cornelis Lely“ od Mari Andriessen
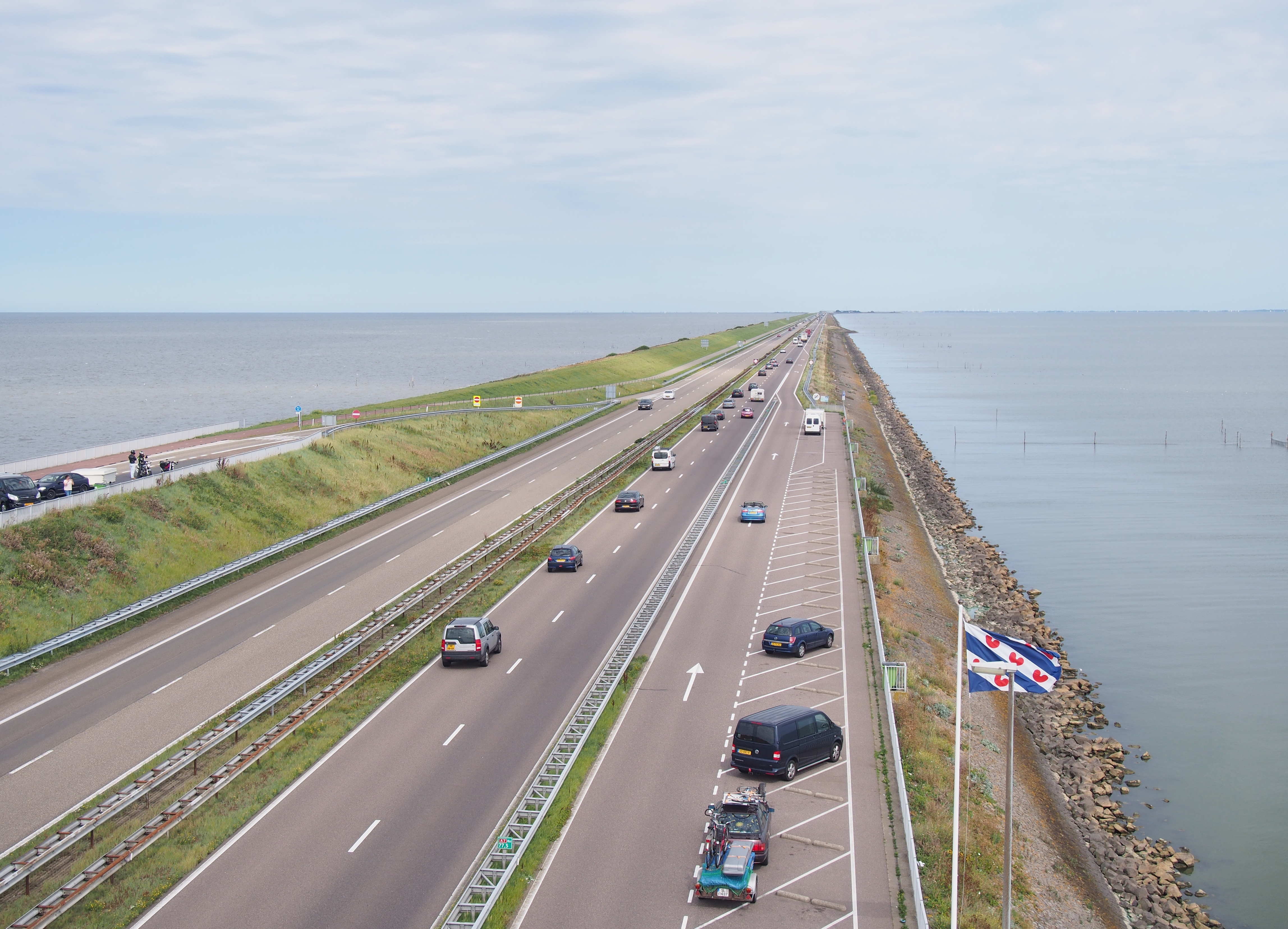
Afsluitdijk od sochy Cornelise Lelyho